# 讨价还价
讨价还价是指在买卖商品或服务中，两方之间对对方提出的条件的谈判。讨价还价是差別訂價的另一種形式。商品或服務的供給方有較多剩餘時，會有更多機會採用此方式進行訂價。但買賣雙方都有可能從此一類似差別訂價的過程中獲取更多剩餘。例如賣家可向較對價格彈性較不敏感，急需產品或服務的買家索取更多價格。在價格相對低，或是經常需求的產品進行讨价还价時，此行為本身耗費的時間或精力可能高于受益，在一般的消費品交易中討價還價已不常見。但对于昂贵，稀有的商品，如汽车，不動產或是美術品等，讨价还价依然是主要的訂價手段。
尽管与讨价还价没有任何关系也没有关于价格的谈判，库伯勒-罗丝模型的第三阶段（俗称垂死的阶段）也叫做讨价还价。

## 哪些地方可以讨价还价
并非所有的交易都可以讨价还价。卖卖双方的宗教信仰和地域风俗会影响卖方是否愿意接受讨价还价。

### 地区差异
在北美和欧洲讨价还价仅限于昂贵商品或某一类物品（汽车、珠宝、艺术品、房地产、企业贸易销售）和非正式的销售，如跳蚤市场和车库的销售。